# Nazareth (sastav)
Nazareth je škotski hard rock/heavy metal sastav koji je u Velikoj Britaniji postao popularan početkom 1970-ih. Međunarodnu je slavu sastav stekao albumom Hair of the Dog iz 1975. godine. Singl s tog albuma, "Love Hurts" (izvorno pjesma The Everly Brothersa iz 1960.), do danas je njihov najveći hit.
Sastav su 1968. u Dunfermlineu osnovali pjevač Dan McCafferty, gitarist Manny Charlton, basist Pete Agnew i bubnjar Darrell Sweet. Današnju postavu, osim McCaffertyja i Petea Agnewa, čine i gitarist Jimmy Murrison te Peteov sin, bubnjar Lee Agnew.

## Diskografija
- Nazareth (1971.)
- Exercises (1972.)
- Razamanaz (1973.)
- Loud 'n' Proud (1973.)
- Rampant (1974.)
- Hair of the Dog (1975.)
- Greatest Hits (1975.)
- Close Enough for Rock 'n' Roll (1976.)
- Hot Tracks (1976.)
- Play 'n' the Game (1976.)
- Expect No Mercy (1977.)
- No Mean City (1979.)
- Malice in Wonderland (1980.)
- The Fool Circle (1981.)
- Snaz (1981.)
- 2XS (1982.)
- Sound Elixir (1983.)
- The Catch (1984.)
- The Ballad Album  (1985.)
- Cinema (1986.)
- Snakes 'n' Ladders (1989.)
- The Ballad Album Vol.2  (1989.)
- BBC Radio 1 Live in Concert (1991.)
- No Jive (1991.)
- From the Vaults (1993.)
- Move Me (1994.)
- Boogaloo (1998.)
- Greatest Hits Volume II (1998.)
- Live at the Beeb (1998.)
- The Very Best of Nazareth (2001.)
- Homecoming (2002.)
- Back to the Trenches (2003.)
- Alive and Kicking (2003.)
- Maximum XS: The Essential Nazareth (2004.)
- The River Sessions Live 1981 (2004.)
- Live in Brazil (2007.)
- The Newz (2008.)
- Big Dogz (2011.)
- Rock 'n' Roll Telephone (2014.)
- Tattooed on My Brain (2018.)
- Surviving the Law (2022.)

## Vanjske poveznice
- Službena stranica  Arhivirana inačica izvorne stranice od 20. srpnja 2001. (Wayback Machine) (engl.)

### Ostali projekti
|  | Zajednički poslužitelj ima još gradiva o temi Nazareth |